# جیرجیرک برگ‌نما
جیرجیرک برگ‌نما (نام علمی: Pterochrozini) نام یک تبار از تیره جیرجیرک‌های بیشه است.